# John Lennon Anthology
John Lennon Anthology é uma box set de quatro CDs de demos caseiras, versões alternativas e material inédito gravado por John Lennon ao longo de sua carreira solo de "Give Peace a Chance", em 1969, até as sessões de Double Fantasy e Milk and Honey, em 1980.

## Certificações
| Região                                         | Certificação | Vendas   |
| ---------------------------------------------- | ------------ | -------- |
| Estados Unidos (RIAA)                          | Ouro         | 125,000^ |
| ^distribuições baseadas apenas na certificação |              |          |